# Dominik Greif
Dominik Greif, född 6 april 1997, är en slovakisk fotbollsspelare (målvakt) som spelar för RCD Mallorca.

## Klubbkarriär
Greif flyttades upp till Slovan Bratislava´s seniorlag säsongen 15/16 och fick göra sin debut mot Zemplín Michalovce den 13 maj 2016. Den 6 juli 2021 värvades Greif till den spanska klubben RCD Mallorca, han skrev på ett kontrakt som varar fram till den 30 juni 2026.

## Landslagskarriär
Greif gjorde sin debut för det slovakiska landslaget i en match mot Jordanien den 7 juni 2019.